# 世にも奇妙な物語 秋の特別編 (2009年)
『世にも奇妙な物語 秋の特別編』（よにもきみょうなものがたり あきのとくべつへん）は、2009年10月5日（月）21:00 - 23:18にフジテレビ系列で放送された「世にも奇妙な物語」シリーズの一つ。ストーリーテラーはタモリ。海外の日本語放送では、「自殺者リサイクル法」をカットして放送された。視聴率は12.7%。

## 検索する女

### あらすじ
主人公の岡崎（井上）は誰にも知られていない検索エンジンを知っていた。その検索エンジンはどこよりも誰よりも早く情報を仕入れることができると言う強みを持っていた。このエンジンを信じている岡崎はある日、合コンに参加する。そこで全く女性陣と触れ合おうとしない男・三宅（松尾）が気になり、検索エンジンで「三宅亮」と検索する。すると「世田谷や白金高輪に住居を持つセレブの長男」と表示され、三宅一人に狙いを絞る。しかし、もう一人「三宅亮」に該当する人物が表示されているのに気づく。そこには「足立区連続女性バラバラ殺人事件で指名手配中の犯人」の三宅亮がおり、岡崎は目の前にいる三宅亮がどっちなのか判別しようとするが…。

### キャスト
- 岡崎加奈子：井上真央
- 三宅亮：松尾敏伸
- 大森アキ：松山愛里
- 桐野美里：近野成美
- 大塚裕也：大口兼悟
- 宮内幸太郎：松尾諭
- 専務：大林丈史
- 刑事：工藤俊作、永井博章
- 運転手：本田清澄
- 女性社員：関谷桃子
- 部下：須永祐介
- 警察の声：宮内勝

### スタッフ
- 脚本：酒井雅秋、吉田直樹
- 演出：吉田直樹

### 原作
- 吉田直樹『合コン「彼の名は三宅亮→遼」』

## 自殺者リサイクル法

### あらすじ
多額の借金を背負ってしまい、投身自殺を試みる青年・ミキオ（生田斗真）。しかし、突如網が彼を捕らえ、何者かが彼を連れ去ってしまう。気が付くと、黒い服を着た人たちがいた。実は彼らは最近施行された「自殺者リサイクル法」の自殺者で、ミキオも自殺者として謎の女性・カミヤ（りょう）の下す「仕事」をする事になってしまう。自殺者たちは当然反発するが、カミヤには「あなた方は既に死亡届が受理されて戸籍も抹消されており、法律上は死人であるため人権など存在しない」と一蹴されてしまう。仕事をするうちに自殺者が次々と死んでいく中、ミキオと二人の自殺者だけが生き延びていた。カミヤはそんな彼に、ある仕事を命じるのだった。

### キャスト
- ミキオ：生田斗真
- カミヤ：りょう
- 自殺者：光石研、遠藤要、原田文明、笹山ゆき乃、蓮尾卓美、西海健二郎
- 隊員：七枝実
- バスジャック犯：北上史欧

### スタッフ
- 脚本：黒岩勉
- 演出：岩田和行

### 備考
脚本を担当し、後に『LIAR GAME（第2期および劇場版）』や『謎解きはディナーのあとで』などの話題作を手掛ける黒岩は、今作で脚本家デビュー。

## 理想のスキヤキ

### あらすじ
和樹（伊藤）は独自のすき焼き理論を持つ男。卵のとき方や肉の配分などにもこだわる彼は恋人の詩織（岩佐）との結婚を父・正一（西村）に認めてもらうため、家に招かれてすき焼きをご馳走になる。肉の霜降り具合や具材は和樹が望むとおりなのだが、いざ食べ始めると、どんどんと彼の理想のすき焼き像からかけ離れていき…。

### キャスト
西村和樹：伊藤淳史
すき焼きに対して凄まじいまでの拘りを持つ人物ですき焼きの下拵えに対し「神の時間」と呼び、自身の掟に沿って厳格にすき焼きを作る。詩織との結婚を認めてもらうために詩織の両親の実家を訪れるが、詩織の両親の掟破りなすき焼きの作り方に対して心の中でギャグを混ぜつつ「素人」と突っ込む。
物語終盤ですき焼きの締めに西村の読みでは「うどん」か「ご飯」を予想したが、食卓には自分の予想とは異なる「ゼラチン状の黒い物体」が出される。
当初は黒い物体を気味悪がっていたが最終的には気に入ったようで、数年後に生まれた子供たちと詩織とで一緒にすき焼きを囲んだ際も締めに黒い物体を焼いているが、その黒い物体の正体は説明されない。
詩織：岩佐真悠子
西村の婚約者で自分の両親に結婚を認めてもらうため西村と共に実家に帰る。後に西村と結婚して子宝に恵まれる。すき焼きを食べる際に溶き卵に漬けないことが判明し、西村を心中で呆れさせる。
緑：宮田早苗
詩織の母親、自身の食器にすき焼きの高級肉をほかの家族より多く取り分ける。
正一：西村雅彦
詩織の父親、緑に謎の黒い物体を出すよう指示し西村の興味を引かせる。
息子：植田玖璃星
娘：三宅朱皓
西村と詩織の間に生まれた子供たち。

### スタッフ
- 脚本：森ハヤシ
- 演出：鈴木雅之

### 原作
- 泉昌之「最後の晩餐」（『かっこいいスキヤキ』所収 / 扶桑社）

## 呪い裁判

### あらすじ
裁判員制度の裁判員に選ばれた亜由（釈）は、ある注目の裁判を担当することになった。それは辰巳（千葉）が呪いで女性（建）を殺した事件、通称「呪い殺人」の裁判だった。もちろん争点は「呪いで人を殺すのを非科学的とするか否か」。最初は信じておらず、亜由も含めて「どうせ呪いって言いながら直に手を下したに決まってる」と考えていた裁判員達だったが、いざ裁判が始まると様々な恐怖・怪異体験が彼らを襲い始め…。

### キャスト
- 守河亜由：釈由美子
- 守河明：小市慢太郎
- 伊東雪菜：前田愛
- 辰巳イト：千葉雅子
- 検察官：奥田達士
- 桐島雅美（辰巳への依頼者）：阿南敦子
- 守河佑樹：佐藤詩音
- 裁判員（フリーター）：細田よしひこ
- 裁判員（会社員）：国枝量平
- 裁判員（中年主婦）：小柳友貴美
- 裁判員（老人）：飯田孝男
- 裁判員（女子大生）：垣内彩未
- 白井有里（被害者）：建みさと
- 裁判長：窪園純一
- 事務官：足立学
- レポーター：高橋睦美
- 女性検察官：立石由衣
- 刑務官：伊住聡志

### スタッフ
- 脚本：中村樹基
- 演出：石川淳一

## 夢の検閲官

### あらすじ
ここは夢の世界。検閲官らは一人の人物の夢を事前に検閲、その人物の安眠を守るため、夢の中の悪い因子を全ていい方向に向けるのを使命としていた。そこに退役間近の検閲官（石坂）の最後の仕事として、息子の幸太郎（嘉数）に自殺されたシングルマザーの明日美（紺野）の夢を担当することになるのだが…。

### キャスト
- 検閲官：石坂浩二
- 森崎明日美：紺野まひる
- 書記長A：小林隆
- 書記長B：菊池均也
- 森崎幸太郎：嘉数一星＜現・鹿島陸＞
- 書記官：永田恵悟、佐野賢一、吉田晋一
- 島大造：後藤康夫
- 小学生：黒濱優至

### スタッフ
- 脚本：いずみ吉紘
- 演出：土方政人

### 原作
- 筒井康隆「夢の検閲官」（『夜のコント・冬のコント』所収 / 新潮社）

## 各話リスト
| 話数  | サブタイトル       | 主演     | 脚本              | 監督     | 原作     | 視聴率 |
| ----- | ------------------ | -------- | ----------------- | -------- | -------- | ------ |
| 第1話 | 検索する女         | 井上真央 | 酒井雅秋 吉田直樹 | 吉田直樹 | 吉田直樹 | 12.7%  |
| 第2話 | 自殺者リサイクル法 | 生田斗真 | 黒岩勉            | 岩田和行 | -        | 12.7%  |
| 第3話 | 理想のスキヤキ     | 伊藤淳史 | 森ハヤシ          | 鈴木雅之 | 泉昌之   | 12.7%  |
| 第4話 | 呪い裁判           | 釈由美子 | 中村樹基          | 石川淳一 | -        | 12.7%  |
| 第5話 | 夢の検閲官         | 石坂浩二 | いずみ吉紘        | 土方政人 | 筒井康隆 | 12.7%  |